# 4333 Sinton
4333 Sinton eller 1983 RO2 är en asteroid i huvudbältet som upptäcktes den 4 september 1983 av den amerikanske astronomen Edward L.G. Bowell vid Anderson Mesa Station. Den är uppkallad efter astronomen William M. Sinton.
Asteroiden har en diameter på ungefär 4 kilometer.